# Кибернищенство
Кибернищенство (Интернет-бомжи, Интернет-попрошайничество, электронное попрошайничество) является онлайн-версией традиционного попрошайничества, когда на личном блоге или сайте просят помочь деньгами для удовлетворения насущных и других потребностей (продукты питания,  лекарства, жильё, автомобиль, медицинские процедуры, оформление развода, оплата интернета или мобильной связи по тарифу). Кибернищенство имеет явное преимущество перед уличным попрошайничеством, поскольку оно может быть осуществлено с относительной анонимностью, таким образом, избавляет от чувства стыда и неловкости, которые могут присутствовать при обычном попрошайничестве в общественных местах, а перечисление денег происходит через электронную платёжную систему, иногда и в криптовалюте. Часто данным родом деятельности занимаются интернет-мошенники, которые чаще всего взламывают аккаунты (при этом собирая со страницы компромат для дальнейшего использования в шантаже жертвы) в соцсетях у других пользователей и начинают попрошайничать от их имени.

## История
Согласно исследованиям журнала Wired, первой, кто завёл кибернищенский сайт, была Карин Боснэк (Karyn Bosnak) телевизионный продюсер, которая 23 июня 2002 года на сайте SaveKaryn.com разместила объявление с просьбой к посетителям пожертвовать по 1, 2 или 5 долларов, чтобы помочь ей расплатиться с задолженностью по кредитной карте, в сумме — 20 тысяч долларов. Собрать таким образом удалось 13 тысяч и 10 ноября 2002 года Карин погасила задолженность.
В основном доверием интернет-сообщества пользуются сайты кибернищих, чьи создатели раскрывают своё подлинное имя и подробно рассказывают о нужде.
Встречаются и юмористические просьбы: например, просьба пожертвовать всем миром, чтобы сделать просителя богаче Билла Гейтса.
Традиции движения включают, помимо постановки целей и планомерной их реализации, заведение блогов каждым участником движения, в которых они делятся опытом, привлекают людей к партнёрским программам, занимаются «финансовым стриптизом» (то есть рассказывают о своих доходах), особенно — о том, какие партнёрские программы и сервисы приносят деньги.